# Columbine (Colorado)
Columbine és una concentració de població designada pel cens dels Estats Units a l'estat de Colorado. Segons el cens del 2000 tenia 24.095 habitants.
La població fou l'escenari de la Massacre de Columbine ocorreguda el dimarts, 20 d'abril de 1999, a l'institut Columbine High School d'aquesta població.

## Demografia
Segons el cens del 2000, Columbine tenia 24.095 habitants, 8.656 habitatges, i 6.933 famílies. La densitat de població era de 1.401,1 habitants per km².
Dels 8.656 habitatges en un 38,1% hi vivien nens de menys de 18 anys, en un 69,7% hi vivien parelles casades, en un 7,3% dones solteres, i en un 19,9% no eren unitats familiars. En el 15,8% dels habitatges hi vivien persones soles el 3,9% de les quals corresponia a persones de 65 anys o més que vivien soles. El nombre mitjà de persones vivint en cada habitatge era de 2,77 i el nombre mitjà de persones que vivien en cada família era de 3,11.
Per edats la població es repartia de la següent manera: un 27% tenia menys de 18 anys, un 6,5% entre 18 i 24, un 28% entre 25 i 44, un 29,3% de 45 a 60 i un 9,2% 65 anys o més.
L'edat mediana era de 39 anys. Per cada 100 dones de 18 o més anys hi havia 96,3 homes.
La renda mediana per habitatge era de 71.319 $ i la renda mediana per família de 77.866 $. Els homes tenien una renda mediana de 51.300 $ mentre que les dones 35.713 $. La renda per capita de la població era de 28.471 $. Entorn de l'1,6% de les famílies i el 2% de la població estaven per davall del llindar de pobresa.

## Educació
Les Escoles Públiques del Comtat Jefferson gestiona escoles públiques, incloent l'Escola Secundària Columbine, la ubicació de Massacre de Columbine.

## Poblacions més properes
El següent diagrama mostra les poblacions més properes.